# دهستان میان‌ده
دهستان میان‌ده نام دهستانی در بخش شیبکوه شهرستان فسا، استان فارس در ایران است. براساس سرشماری مرکز آمار ایران در سال ۱۳۸۵، جمعیت آن ۱۰۸۹۸ نفر (۲۴۱۸ خانوار) بوده‌است.